# Alphonse de Lamartine
Alphonse de Lamartine, właśc. Alphonse Marie Louis de Prat de Lamartine (ur. 21 października 1790 w Mâcon, zm. 28 lutego 1869 w Paryżu) – polityk, pacyfista i pisarz, tradycyjnie uważany za pierwszego twórcę francuskiego romantyzmu.

## Życiorys

### Dzieciństwo i młodość
Urodził się w Burgundii w rodzinie francuskiej prowincjonalnej arystokracji. W późniejszym czasie uznany za pierwszego i chyba najbardziej znaczącego francuskiego poetę romantycznego Lamartine wychowany został przez gorliwych katolików, ale z czasem sam uznał się za panteistę.

### Działalność polityczna
W pewnym momencie coraz większą rolę w jego życiu zaczynała odgrywać polityka, w którą zaangażował się po stronie ruchów republikańskich i rewolucyjnych. Był jednym z przywódców rewolucji roku 1848, kiedy obalono króla Ludwika Filipa i proklamowano II Republikę. Lamartine pełnił w niej od 24 lutego do 11 maja 1848 funkcja ministra spraw zagranicznych. Między majem a czerwcem 1848 Lamartine zasiadał w Komisji Wykonawczej, która odgrywała rolę kolegialnej głowy państwa. Nawoływał wtedy do zniesienia niewolnictwa i kary śmierci. Skłaniał się też wyraźnie do idei demokracji i pacyfizmu.
Zgłosił swoją kandydaturę w wyborach prezydenckich pod koniec roku 1848, stając między innymi przeciwko bratankowi Napoleona I Ludwikowi Napoleonowi Bonaparte, powołując się w tym ostatnim przypadku na fakt, iż prezydentem, wedle nowego prawa, nie może zostać ktoś, kto kiedykolwiek utracił francuskie obywatelstwo (Ludwik Napoleon był zaś wygnany kilkakrotnie z kraju), ale ten argument nie został przyjęty. Licząc, że Ludwik Napoleon nie zdobędzie wymaganej większości 1/3 głosów powszechnych, Lamartine wierzył, że dzięki swej popularności i elokwencji zostanie bez trudu wybrany przez Zgromadzenie Narodowe. Mimo to Ludwik Napoleon wygrał wybory przytłaczającą, sięgającą ponad 70%, przewagą głosów, a Lamartine w ostatniej chwili wycofał swoją kandydaturę, uzyskując wszakże kilkanaście tysięcy głosów.

## Wybrane dzieła

### Wiersze
- Méditations poétiques – Le Lac (1820)
- La Mort de Socrate (1823)
- Harmonies poétiques et religieuses (1830)
- Recueillements poétiques (1839)

### Powieści
- Graziella (1849)
- Antoniella (1867)

### Dramaty
- Toussaint Louverture (1850)

### Historyczne
- Histoire de la Restauration (1851)
- Histoire des Constituants (1853)
- Histoire de la Turquie (1853-1854)
- Histoire de la Russie (1855)

### Wspomnienia, książki podróżnicze
- Voyage en Orient (1835)
- Trois Mois au pouvoir (1848)
- Histoire de la révolution de 1848 (1849)
- Confidences contenant le récit de Graziella (1849)
- Nouvelles Confidences contenant le poème des Visions (1851)
- Nouveau Voyage en Orient (1850)

### Inne
- La vie de Mahomet (1854)
- Cours familier de littérature (1856)